# Серкет

Серкет

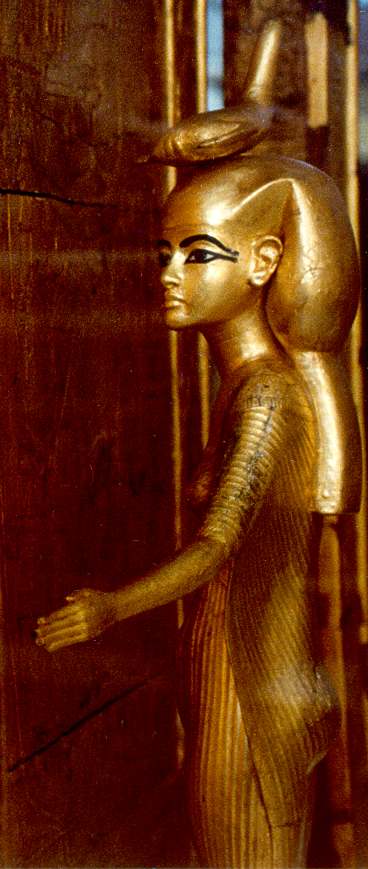
Статуя Серкет в Єгипетському музеї Каїру

Серкет (так само знана як Селчіс, Селкет, Селкіс, Селкхіт, Селкен, Серкхет, Серкет-хетіт і Серкует) — богиня в єгипетській міфології — заступниця мертвих, дочка Ра, що допомагає йому вражати ворогів. Особливо її шанували в Нижньому Єгипті. Священна тварина Серкет — скорпіон. Зображення Серкет у вигляді жінки зі скорпіоном на голові часто поміщали (разом із зображеннями Ісіди, Нефтиди і Нейт) на саркофагах і ящиках для каноп.

## Серкетєгипетськими ієрогліфами
Серкет перекладається, як та, що дає дихати.
| S29 | D21 · N29 · X1 | L7 | B1 |